# Robert Stadlober
Robert Stadlober (ur. 3 sierpnia 1982 w Friesach) – austriacki aktor i muzyk.

## Życiorys
Urodził się w Friesach w austriackiej prowincji Karyntia. Do ósmego roku życia wychował się w Puchfeld w Styria w Austrii. Po rozwodzie rodziców przeniósł się wraz z matką do Berlina. Jego młodsza siostra Anja Stadlober (ur. 4 kwietnia 1984) została także aktorką.
Jako dziecko nagrał kilka filmów, a także zagrał w różnych serialach telewizyjnych i rolach filmowych. Jego największym osiągnięciem była kreacja pisarza Benjamina Leberta w dramacie Crazy (2000), w którym grał główną rolę częściowo niepełnosprawnego nastolatka. Tutaj po raz pierwszy grał z Tomem Schillingiem. Za rolę został nagrodzony na Międzynarodowym Festiwalu Filmowym w Montrealu w kategorii „Najlepszy młody aktor”.
W dramacie Marco Kreuzpaintnera Letnia burza (Sommersturm, 2004) zagrał homoseksualnego mężczyznę, który ujawnił swoją orientację seksualną na letnim obozie żeglarskim. 
Jest wokalistą i gitarzystą rockowej grupy Gary. Od 2007 prowadzi niezależną wytwórnię płytową Siluh Records.  
Robert Stadlober otwarcie mówi o swojej biseksualności.

## Wybrana filmografia

### Filmy
- 1999: Słoneczna aleja (Sonnenallee) jako Wuschel
- 2000: Crazy jako Benjamin Lebert
- 2001: Wróg u bram jako wywiadowca
- 2004: Letnia burza jako Tobi
- 2008: Uczeń czarnoksiężnika jako Lyschko
- 2009: Rumpelsztyk (Rumpelstilzchen, TV) jako Rumpelsztyk
- 2011: Engel & Joe jako Engel
- 2014: Dyplomacja jako podporucznik Bressensdorf

### Seriale TV
- 1996: Kobra – oddział specjalny - odc. Endstation für alle jako Matthias
- 1999: Telefon 110 – odc. Mörderkind jako Mark Sommer
- 1999: Tatort: Licht und Schatten jako Freddy Knopf
- 2005: Tatort: Der Teufel vom Berg jako Erwin Feichtner
- 2012: Maria z Nazaretu jako Hirkan
- 2015: Tatort: Hydra jako Tobias Kossik
- 2022: Tatort: Spur des Blutes jako Mike
- 2023: Schnee (Śnieg): jako Matthi Hofer

## Narody
| Rok  | Nagroda                      |
| ---- | ---------------------------- |
| 2001 | Bayerischer Filmpreis        |
| 2001 | DIVA-Award                   |
| 2001 | Deutscher Filmpreis          |
| 2001 | World Film Festival Montréal |
| 2005 | Undine Award                 |
| 2007 | Undine Award                 |
| 2016 | Rolf-Mares-Preis             |